# الإدارة العامة للمرور (السعودية)
الإدارة العامة للمرور إحدى الإدارات العامة الخدمية التي ترتبط إدارياً ومالياً بمديرية الأمن العام السعودية، وهي ذات طابع تخصصي في مجال الأعمال المرورية.

## التاريخ[2]
كانت مهمة تنظيم قطاع المرور في السعودية أحد مهام الشرطة السعودية، للمرور يتبع جهاز الشرطة، ويقوم بمهمات تنظيم حركة السير، وتحصيل المخالفات والتحقيق في حوادث المرور، وصدر أول نظام للمرور عام 1345هـ باسم ( قانون السيارات).
تم إنشاء الإدارة العامة للمرور في عام 1381هـ، وأعيد تشكيلها عام 1387هـ وحددت اختصاصها وواجباتها، وأصبحت إدارة عامة تتبع مديرية الأمن العام، لها ميزانيتها الخاصة والتي أدرجت فيها احتياجاتها من مشروعات وخطط لازمة لتنظيم حركة المرور.

## المهام[1]
- تنفيذ ومتابعة القرارات التي تصدرها الجهات العليا المختصة.
- إصدار التعاميم والتعليمات حسب نظام المرور وتعديلاته؛ بما يحقق المصلحة العامة.
- الاضطلاع بمسؤولية المرجعية فيما يخص نظام المرور.
- تسجيل المركبات وإصدار رخص القيادة بجميع أنواعها.
- متابعة الأنظمة واللوائح المنظِمة لتسجيل المركبات، وإصدار شهادة براءة الذمة لتصدير المركبات.
- الإشراف على مدارس تعليم القيادة بالمملكة البالغ عددها ( 47 ) مدرسة، وتقييم أعمالها ومتابعتها.
- الإشراف على وكالات ومعارض بيع السيارات.
- متابعة تطبيق التعليمات المنظمة تشليح السيارات، أو تصديرها، أو إسقاطها، وحفظها بسجلات وملفات المركبات.
- ترخيص مزاولة بعض الأنشطة الخاصة بنقل الركاب والبضائع، ومتابعتها والإشراف عليها.
- عمل الميزانية التقديرية السنوية لإيرادات المرور.
- تحصيل المخالفات المرورية، والفصل فيها في إدارات المرور كافة.
- محاولة الحد من الحوادث المرورية قبل وقوعها، والتحقيق فيها بعد وقوعها.
- إصدار نشرة الإحصاء المرورية السنوية الخاصة (الحوادث المرورية / المخالفات المرورية / رخص القيادة / رخص السير).
- الإشراف الفعلي والمباشر على محطات الفحص الدوري بمناطق المملكة، وعدها ( 16) محطة.
- تمثيل المملكة في اجتماعات المرور بدول مجلس التعاون الخليجي، والتعاون مع إدارات المرور بدول مجلس التعاون.
- تمثيل الأمن العام في الداخل والخارج فيما يخص السلامة العامة لحركة المركبات.
- المشاركة في إعداد برامج التوعية والسلامة المرورية بشكل عام وأسابيع المرور بشكل خاص، والتنسيق المباشر والمستمر مع وزارة الإعلام بمختلف قنواتها لبث برامج التوعية المرورية، خاصة في الفترة الصيفية، ومع بدء العام الدراسي.
- المشاركة في الندوات والمؤتمرات المحلية والدولية الخاصة بالمرور لتبادل الخبرات والتجارب.

## نظام ساهر
هو نظام آلي لضبط وإدارة الحركة المرورية باستخدام نظم إلكترونية تغطي المدن الرئيسة في المملكة، ويستخدم النظام تقنية شبكة الكاميرات الرقمية المتصلة بمركز المعلومات الوطني التابع لوزارة الداخلية.

### أهداف ساهر
- تحسين مستوى السلامة المرورية.
- توظيف أحدث التقنيات المتقدمة في مجال النقل الذكي (ITS) لإيجاد بيئة مرورية آمنة.
- رفع كفاءة شبكة الطرق المتوفرة حاليا.
- تدعيم الأمن العام باستخدام أحدث أنظمة المراقبة.
- العمل على تنفيذ أنظمة المرور بدقة واستمرارية.